# Ctenopoma nebulosum
Ctenopoma nebulosum är en fiskart som beskrevs av Norris och Teugels, 1990. Ctenopoma nebulosum ingår i släktet Ctenopoma och familjen Anabantidae. IUCN kategoriserar arten globalt som sårbar. Inga underarter finns listade i Catalogue of Life.